# Fréhel, Côtes-d'Armor
Fréhel (tiếng Breton: Frehel, Gallo: Fèrhaèu) là một xã của tỉnh Côtes-d'Armor, thuộc vùng Bretagne, tây bắc Pháp.

## Dân số
Người dân ở Fréhel được gọi làFréhélois.